# Stol (strengeinstrument)
 For alternative betydninger, se Stol (flertydig). (Se også artikler, som begynder med Stol)
En stol er et skinne- eller pladeformet stykke hårdt træ, hvorpå strengene hviler mod klangbunden af et strengeinstrument. I den modsatte ende af strengene (for enden af gribebrættet) sidder stemmenøglerne.